# Ekonomika Nizozemska
Nizozemsko je jednou z nejbohatších zemí na světě. Země je členem eurozóny, platí se eurem. HDP se v současné době pohybuje okolo 39 900 USD na obyvatele (2009). Hlavní obchodní partneři jsou Německo, Belgie, Francie, Spojené království Velké Británie a Severního Irska a Spojené státy americké.

## Vývoj
Nizozemsko bylo vždy hospodářsky rozvinutou zemí. Ve středověku velmi čile obchodovalo s ostatními státy, jedním z jeho nejdůležitějších obchodních partnerů bylo i České království. Obrovský rozmach znamenaly pro Nizozemsko jeho zámořské kolonie, především Indonésie. Do země se dováželo koření, vzácné dřevo, tabák, tropické ovoce a další exotické artikly, s kterými Nizozemci dále obchodovali, ale i zlato a jiné drahé kovy. V zemi se tehdy usadilo mnoho obyvatel jejích kolonií, jejichž potomci zde dodnes pracují. Další hospodářský rozvoj přišel ve 20. století. Země vzkvétala díky tržnímu hospodářství, turismu, mezinárodnímu obchodu a dalším oblastem.

## Současnost

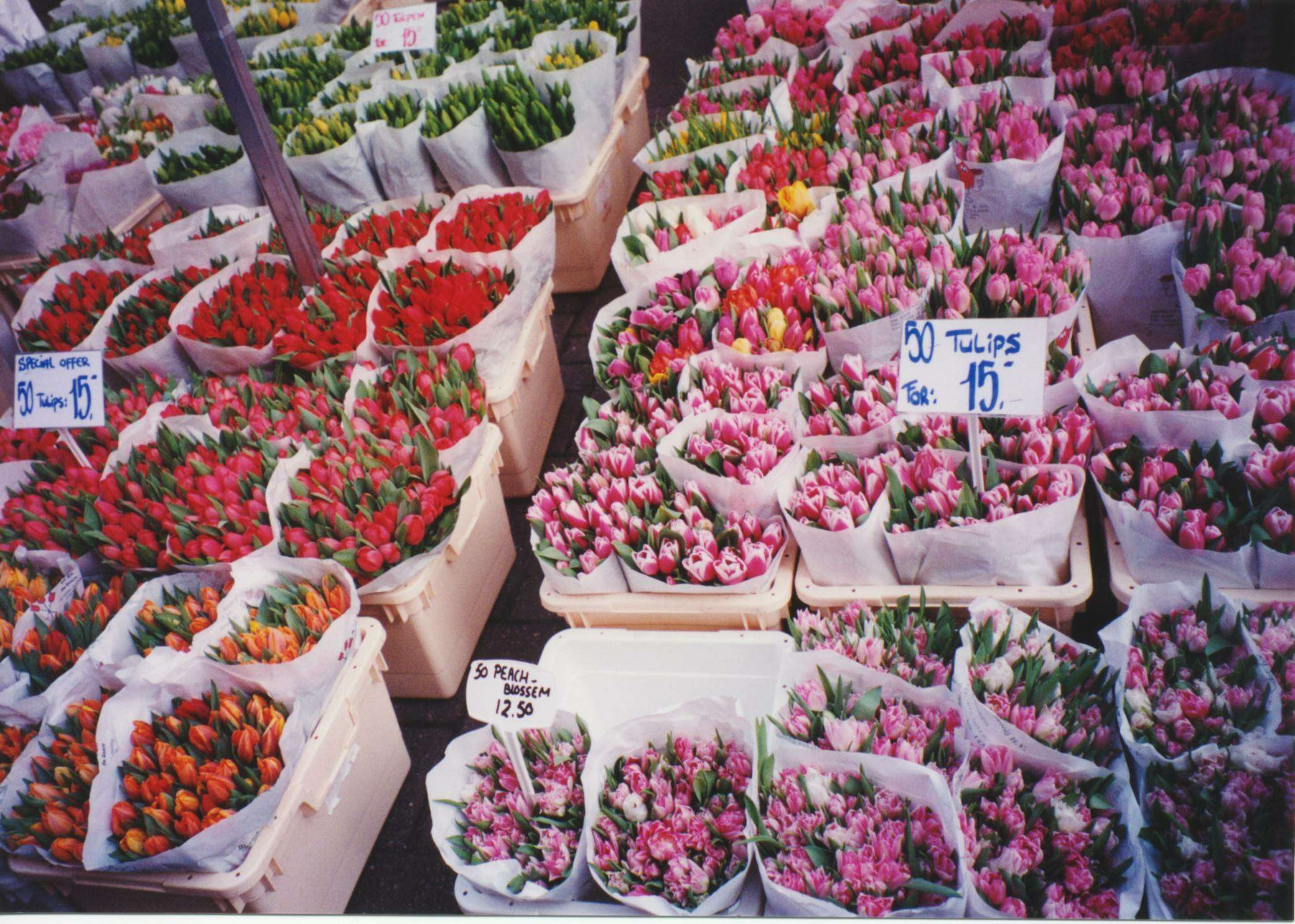
Tulipány v Amsterdamu

Nizozemsko má perfektní infrastrukturu, velmi hustou dálniční síť, svým občanům nabízí vysoké platy a sociální zajištění. V zemi je obrovská urbanizace, tj. podíl obyvatel, žijících ve městech. Vzdělání i zdravotnictví jsou na vysoké úrovni. Zemědělství sice zaměstnává jen minimum pracujícího obyvatelstva, ale má obrovskou produktivitu. Je to způsobeno jednak polohou státu v nížině, minimem zalesněné plochy a používáním moderních zemědělských technik. Nizozemsko je jedním z největších vývozců tulipánů na světě. V průmyslu jsou významné strojírenství, chemický, potravinářský průmysl a další obory. Terciér (služby) zastupuje například turismus, transport apod. Rotterdamský přístav je jedním z největších přístavních komplexů na světě. Nizozemsko má však přece jen problém. Na ploše, která je přibližně dvakrát menší než rozloha České republiky, žije 16 850 000 obyvatel. Mnoho Nizozemců opouští přelidněnou zemi a usazuje se v méně zalidněných a urbanizovaných evropských státech. Jedná se například o Německo, Francii i o Českou republiku.